# 단고국

단고 국

단고국(일본어: 丹後国 단고노쿠니[*])은 산인도에 위치한 일본의 옛 구니이다. 현재의 교토부 북부에 해당한다. 호쿠탄(北丹) 또는 오쿠탄(奥丹)이라고도 한다.

## 주요 군 (郡)
- 가사군 (加佐郡)
- 요사군 (与謝郡)
- 단바군(일본어판) (丹波郡) → 나카군 (교토부)(일본어판) (中郡)
- 다케노군 (竹野郡)
- 구마노군(일본어판) (熊野郡)